# 실스 임 엥가딘/실
실스 임 엥가딘/실(독일어: Sils im Engadin, 로만슈어: Segl (도움말·정보))은 스위스 그리종주에 있는 상부 엥가딘의 말로야구에 있는 시정촌이자 마을이다. Sils im Engadin/Segl와 같이 독일어/로만슈어 병기를 원칙적으로 사용하며, 종종 Sils iE/Segl로도 사용된다.
이곳은 두 개의 마을, 실스 마리아와 실스 바셀기아로 구성되어 있다. 독일어로 실스 마리아는 로만슈어로 실 마리아(Segl Maria)로 발음하며, 실리아스(Seglias)는 실 마리아의 일부이다. 독일어로 실스 바셀기아는 로만슈어로 실 바셀기아라고 발음하며, 바셀기아는 ‘교회’를 뜻하는 로만슈어이다. 주변에 발펙스(펙스탈 Fextal) 그리고 3개의 마이엔제세(전통적으로 봄 방목에 사용되는 고산 목초지): 그레바살바스(Grevasalvas), 블라운카(Blaunca) 및 부아이라(Buaira), 계곡 왼쪽의 플라운 다 라이(Plaun da Lej)가 있다.

## 이름
지자체 공식 레이블은 이름의 독일어와 로만슈어를 모두 병기하여 사용한다. 실(Segl)은 로만슈어이고, 실스 임 엥가딘은 독일어이다. 엥가딘은 ‘인강 계곡’(로만슈어 : En)에 대한 로만슈어이다. 이 강은 말로야에서 북동쪽으로 흘러 실스 바셀기아(Baselgia)를 거쳐 결국 독일-오스트리아 국경의 독일 파사우에 있는 다뉴브강으로 흐른다.
실스 iE는 그라우뷘덴주 비아말라구에 있는 실스 임 돌레시크(Sils im Domleschg)와 구별된다. 실스는 원래 실스 바셀기아(Segl Baselgia), 실스 마리아(Segl Maria) 및 실리아스(Seglias)의 세 마을로 나뉜다.
문장은 Per fess Azure a Sun radiated Or and Or a Trout Azure Spotted Gules이다. 황금빛 태양이 있는 파란색 상반부와 파란색 송어가 있는 노란색 하반부를 보여준다. 이것은 역사적인 마을 문장의 조합이며, 지자체의 햇볕이 잘 드는 높은 위치와 물고기가 가득한 실스 호수를 나타낸다.

## 역사
실스 임 엥가딘/실은 800-850년경에 Silles로 처음 언급되었다. 1131년에 그것은 Sillis로 언급되었다. 1943년까지 실스 임 엥가딘/실은 실스 임 엥가딘으로 알려졌다.

## 지리

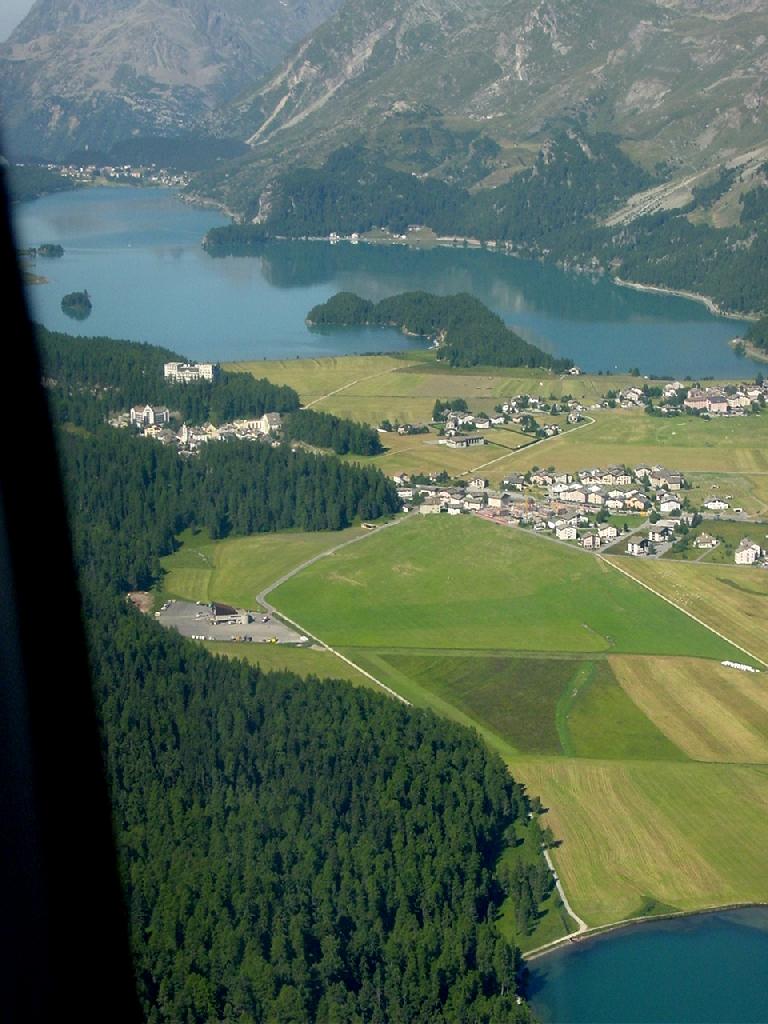
실스와 실스 호수

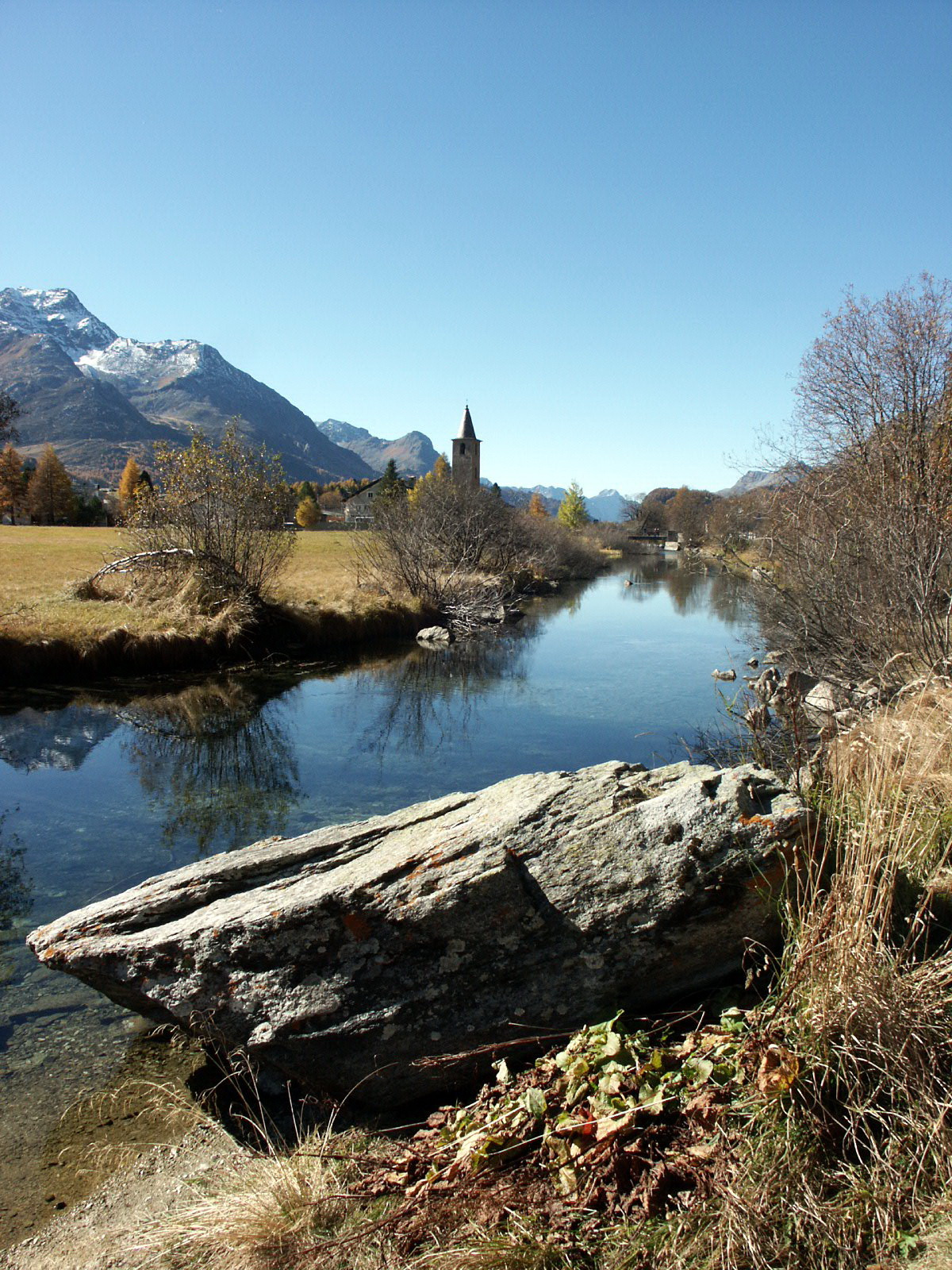
실 바셀기아의 교회가 보이는 실 마리아

상부 엥가딘 계곡에 위치한 실스 iE/실은 코르바취봉과 마르냐봉 기슭의 실스 호수와 실바플래나 호수 사이, 남쪽 계곡인 발펙스 아래에 자리 잡고 있다. 시정촌은 말로야구에 속한다.
2004년 9월 조사 기준, 실스 임 엥가딘/실의 면적은 63.58k㎥이다. 약 25.9%가 농업이고 11.1%가 산림이다. 나머지 1.2%는 개발(건물 또는 도로)이고 61.7%는 비생산적이다. 2004/09 조사에서 38ha 또는 전체 면적의 약 0.6%가 1985년보다 5ha 증가한 건물로 덮여 있었다. 면적은 6ha 증가했으며, 현재 전체 면적의 약 0.16%이다. 농경지 중 307ha는 들판과 초원이고, 1,435ha는 고산 목초지이다. 1985년 이후 농경지는 119ha가 감소했고, 산림은 117ha가 증가했다. 강과 호수는 404ha를 덮고 있다.
평야는 풀로 뒤덮이고 가파른 경사면은 숲이 우거져 있다.

## 인구통계
2020년 12월 기준, 실스 임 엥가딘/실의 인구는 715명이다. 2014년 기준으로 인구의 38.5%가 거주하는 외국인이다. 2015년 기준으로 144명(인구의 18.9%)이 포르투갈에서 태어났고, 42명(인구의 5.5%)가 독일에서, 63명(8.3%)이 이탈리아에서 태어났다. 2010년부터 2014년까지 지난 4년 동안 인구는 2.13%의 비율로 변화했다. 2014년 시정촌의 출생률은 15.7명이었고, 사망률은 인구 천 명당 1.3명이었다.
2014년 기준으로 아동·청소년(0~19세)이 17.3%, 성인(20~64세)이 65.9%, 노인(64세 이상)이 16.8%를 차지한다. 2015년에는 299명의 독신 거주자, 381명의 기혼자 또는 동거인, 37명의 미망인, 44명의 이혼한 거주자가 있었다.
2014년에 실스 임 엥가딘/실에는 401개의 개인 가구가 있었고 평균 가구 규모는 1.91명이었다. 2000년 시정촌의 253개 주거동 중 단독주택이 약 34.8%, 다가구주택이 36.0%를 차지했다. 또한 1919년 이전에 건설된 건물의 약 32.0%, 1991년에서 2000년 사이에 7.5%가 건설되었다. 2013년 인구 1,000명당 신규 주택 건설 비율은 26.46개였다. 2015년 시정촌 공실률은 1.2%였다.
역사적 인구는 다음 차트에 나와 있다.

## 언어
2000년 기준, 인구 대부분은 독일어(59.4%)를 사용하며, 이탈리아어가 2위(15.4%)이고, 로만슈어가 3위(12.0%)이다. 19세기까지, 전체 인구는 푸테의 상부 엥가딘 로만슈어 방언을 사용했다. 외부 세계와의 무역 증가로 인해 로만슈어 사용이 감소하기 시작했다. 1880년에는 약 68%가 로만슈어를 모국어로 사용했지만, 1910년에는 56%에 불과했고, 1941년에는 61.5%로 증가했다. 1960년대에 독일어가 주요 언어가 되었다. 그러나 2000년에는 적어도 로만슈어를 이해하는 인구가 33%였다.
| 실스 임 엥가딘/실의 언어 |             |             |             |             |             |             |
| 언어                     | Census 1980 | Census 1980 | Census 1990 | Census 1990 | Census 2000 | Census 2000 |
| 언어                     | 수          | 퍼센트      | 수          | 퍼센트      | 수          | 퍼센트      |
| 독일어                   | 210         | 48.39%      | 291         | 58.43%      | 446         | 59.39%      |
| 로만슈어                 | 137         | 31.57%      | 122         | 24.50%      | 90          | 11.98%      |
| 이탈리아어               | 67          | 15.44%      | 71          | 14.26%      | 116         | 15.45%      |
| 인구                     | 434         | 100%        | 498         | 100%        | 751         | 100%        |

## 정치
2015년 연방 선거에서 가장 인기 있는 정당은 28.5%의 득표율로 FDP였다. 다음으로 가장 인기 있는 세 정당은 BDP(24.0%), SVP (18.5%), SP (16.9%)였다. 연방 선거는 총 169표를 던졌고 투표율은 40.6%였다.
2007년 연방 선거에서 가장 인기 있는 정당은 34.6%의 득표율을 기록한 SVP였다. 다음으로 가장 인기 있는 3개 정당은 SP (29.3%), FDP (26.6%), CVP (7.2%)였다.

## 교육
실스 임 엥가딘/실에서는 인구의 약 70.6%(25~64세)가 비필수 고등교육 또는 추가 고등교육(대학 또는 응용학문대학)을 마쳤다.

## 경제

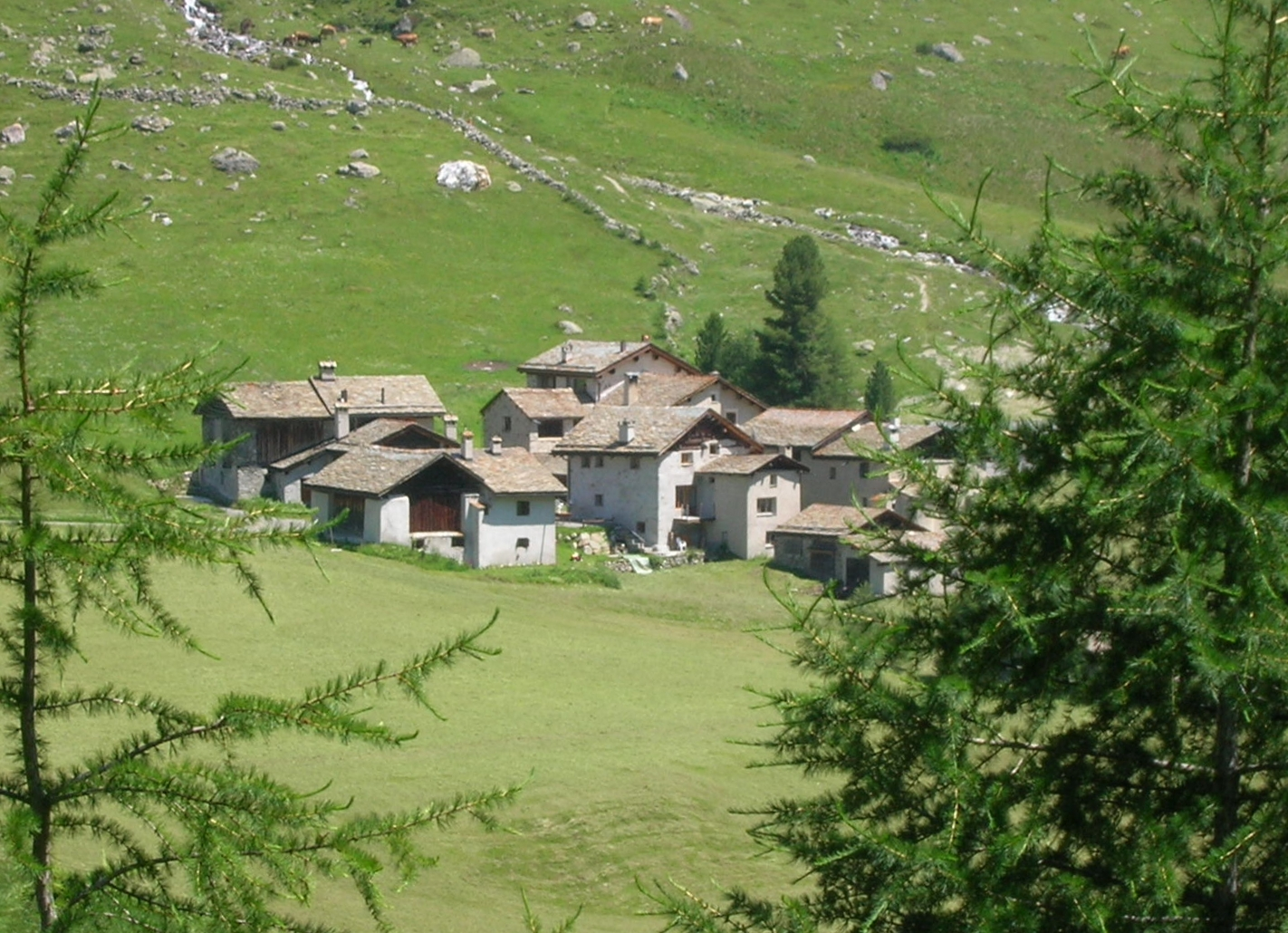
펙스 계곡의 주거지

실스 임 엥가딘/실은 관광 커뮤니티로 분류된다.
2014년 기준으로 시정촌에 고용된 사람은 총 955명이다. 이 중 1차 경제 부문 8개 사업체에서 총 24명이 근무했다. 2차 부문은 18개의 개별 사업에서 132명의 근로자를 고용했으며, 그 중 5개는 총 94명의 근로자가 있는 소규모 사업체였다. 마지막으로, 3차 부문은 85개 기업에서 799개의 일자리를 제공했다. 총 338명의 직원이 있는 14개의 중소기업과 201명의 직원이 있는 2개의 중소기업이 있었다. 2014년에는 전체 인구의 26.5%가 사회부조를 받았다.
2016년 2분기에 평균 251명의 근로자가 스위스 외부에서 지자체로 통근했으며, 이는 대다수의 근로자를 대표한다.
2015년 국내 호텔은 총 196,257건의 숙박을 했으며, 그중 37.6%가 해외 방문객이었다.

## 교통
실스는 엥가딘 버스(Engadin Bus)와 포스트아우토 그라우뷘덴(Postauto Graubünden)으로 대중교통망에 연결되어 있다. 겨울에는 마을에 무료 현지 버스도 운행하고 있다.
펙스 계곡은 계곡 거주자를 제외하고 공식적으로 차가 금지되어 있다. 푸르첼라스 케이블카는 마을 근처에서 시작하여 많은 스키 코스로 이어지며, 여름에는 나무 위의 산책로로 이어진다.

## 기후
실스 마리아는 쾨펜의 기후 구분에서 추운 아극 기후(Dfc)를 특징으로 한다.
| 실스 마리아(1991–2020)의 기후 | 실스 마리아(1991–2020)의 기후 | 실스 마리아(1991–2020)의 기후 | 실스 마리아(1991–2020)의 기후 | 실스 마리아(1991–2020)의 기후 | 실스 마리아(1991–2020)의 기후 | 실스 마리아(1991–2020)의 기후 | 실스 마리아(1991–2020)의 기후 | 실스 마리아(1991–2020)의 기후 | 실스 마리아(1991–2020)의 기후 | 실스 마리아(1991–2020)의 기후 | 실스 마리아(1991–2020)의 기후 | 실스 마리아(1991–2020)의 기후 | 실스 마리아(1991–2020)의 기후 |
| 월                            | 1월                           | 2월                           | 3월                           | 4월                           | 5월                           | 6월                           | 7월                           | 8월                           | 9월                           | 10월                          | 11월                          | 12월                          | 연간                          |
| ----------------------------- | ----------------------------- | ----------------------------- | ----------------------------- | ----------------------------- | ----------------------------- | ----------------------------- | ----------------------------- | ----------------------------- | ----------------------------- | ----------------------------- | ----------------------------- | ----------------------------- | ----------------------------- |
| 일평균 최고 기온 °C (°F)      | −1.3 (29.7)                   | −0.2 (31.6)                   | 2.7 (36.9)                    | 5.7 (42.3)                    | 11.0 (51.8)                   | 15.3 (59.5)                   | 17.6 (63.7)                   | 17.0 (62.6)                   | 12.7 (54.9)                   | 8.8 (47.8)                    | 3.4 (38.1)                    | −0.3 (31.5)                   | 7.7 (45.9)                    |
| 일일 평균 기온 °C (°F)        | −6.8 (19.8)                   | −6.3 (20.7)                   | −2.6 (27.3)                   | 1.2 (34.2)                    | 6.0 (42.8)                    | 9.8 (49.6)                    | 11.8 (53.2)                   | 11.7 (53.1)                   | 7.8 (46.0)                    | 3.8 (38.8)                    | −1.2 (29.8)                   | −4.9 (23.2)                   | 2.5 (36.5)                    |
| 일평균 최저 기온 °C (°F)      | −12.6 (9.3)                   | −12.8 (9.0)                   | −8.5 (16.7)                   | −4.0 (24.8)                   | 0.7 (33.3)                    | 3.9 (39.0)                    | 5.8 (42.4)                    | 6.0 (42.8)                    | 2.8 (37.0)                    | −0.9 (30.4)                   | −5.3 (22.5)                   | −9.6 (14.7)                   | −2.9 (26.8)                   |
| 평균 강수량 mm (인치)         | 48 (1.9)                      | 34 (1.3)                      | 47 (1.9)                      | 62 (2.4)                      | 90 (3.5)                      | 113 (4.4)                     | 109 (4.3)                     | 127 (5.0)                     | 97 (3.8)                      | 106 (4.2)                     | 104 (4.1)                     | 56 (2.2)                      | 994 (39.1)                    |
| 평균 강설량 cm (인치)         | 60 (24)                       | 47 (19)                       | 54 (21)                       | 44 (17)                       | 8 (3.1)                       | 0 (0)                         | 0 (0)                         | 0 (0)                         | 3 (1.2)                       | 17 (6.7)                      | 55 (22)                       | 58 (23)                       | 346 (136)                     |
| 평균 강수일수 (≥ 1.0 mm)      | 7.0                           | 5.6                           | 6.1                           | 8.2                           | 10.7                          | 11.4                          | 11.3                          | 11.4                          | 8.2                           | 8.9                           | 8.9                           | 8.0                           | 105.7                         |
| 평균 강설일수 (≥ 1.0 cm)      | 7.0                           | 6.2                           | 5.9                           | 5.3                           | 1.2                           | 0.1                           | 0.0                           | 0.0                           | 0.5                           | 2.0                           | 6.2                           | 7.4                           | 41.8                          |
| 평균 상대 습도 (%)            | 75                            | 71                            | 71                            | 73                            | 74                            | 74                            | 74                            | 76                            | 77                            | 77                            | 77                            | 76                            | 75                            |
| 출처: MeteoSwiss              |                               |                               |                               |                               |                               |                               |                               |                               |                               |                               |                               |                               |                               |

## 유명인

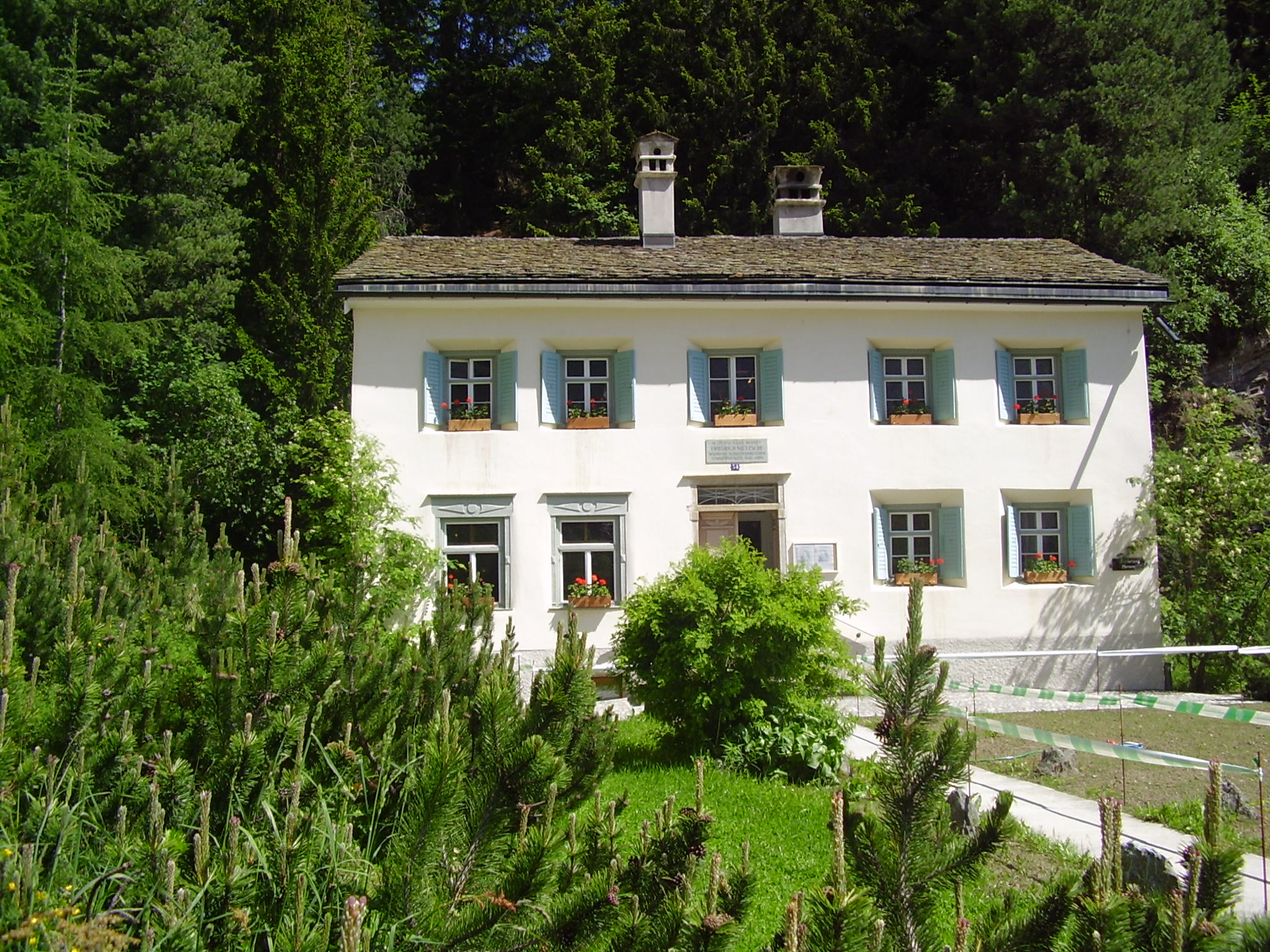
실스에 있는 니체의 여름 별장, 현재는 박물관으로 사용

철학자 프리드리히 니체는 1881년과 1883년과 1888년 사이에 실스에서 여름을 보냈고, 그가 살았던 집인 니체 하우스(Nietzsche-Haus)는 이제 작은 박물관이 되었다. 안네 프랑크는 휴가 동안 여러 차례 실에 있었고, 헤르만 헤세도 실을 방문했다. 안네마리 슈바르첸바흐는 1935년부터 실스에서 살았고, 1942년 자전거 사고로 그곳에서 사망했다.

## 대중문화
이 지역은 올리비에 아사야스가 각본 및 감독하고, 쥘리에트 비노슈, 크리스틴 스튜어트 및 클로이 그레이스 머레츠가 출연한 영화 〈클라우즈 오브 실스마리아〉 (2014)의 배경이 되었다. 패트릭 스튜어트가 주연한 〈피아니스트의 마지막 인터뷰〉(원제 Coda, 2019년)의 일부도 그곳의 시골과 발트하우스 실스 호텔에서 촬영되었다.